# Choi Seung-youn
Choi Seung-youn (koreanisch 최승연; * 25. Juli 1964) ist eine ehemalige südkoreanische Eisschnellläuferin.
Choi trat international erstmals bei den Juniorenweltmeisterschaften 1983 in Sarajevo in Erscheinung, wobei sie den 18. Platz im Mini-Mehrkampf errang. Im folgenden Jahr belegte sie bei den Olympischen Winterspielen 1984 in Sarajevo den 35. Platz über 1000 m, den 29. Rang über 500 m und den 26. Platz über 1500 m. In der Saison 1985/86 nahm sie in Berlin an vier Läufen im Eisschnelllauf-Weltcup teil und erreichte mit dem 18. Platz über 500 m ihre beste Platzierung im Weltcup. Letztmals international startete sie bei den Winter-Asienspielen 1986 in Sapporo, wobei sie den siebten Platz über 1000 m und den fünften Platz über 500 m errang.

## Persönliche Bestleistungen
| Disziplin | Zeit        | Datum           | Ort    |
| --------- | ----------- | --------------- | ------ |
| 500 m     | 43,01 s     | 28. Januar 1984 | Inzell |
| 1000 m    | 1:27,92 min | 28. Januar 1984 | Inzell |
| 1500 m    | 2:17,17 min | 22. Januar 1984 | Inzell |